# Заповідне (село)
Заповідне (у минулому — Новоолексіївка, Никанорівка)— село Шахівської сільської громаді Покровського району Донецької області, в Україні.

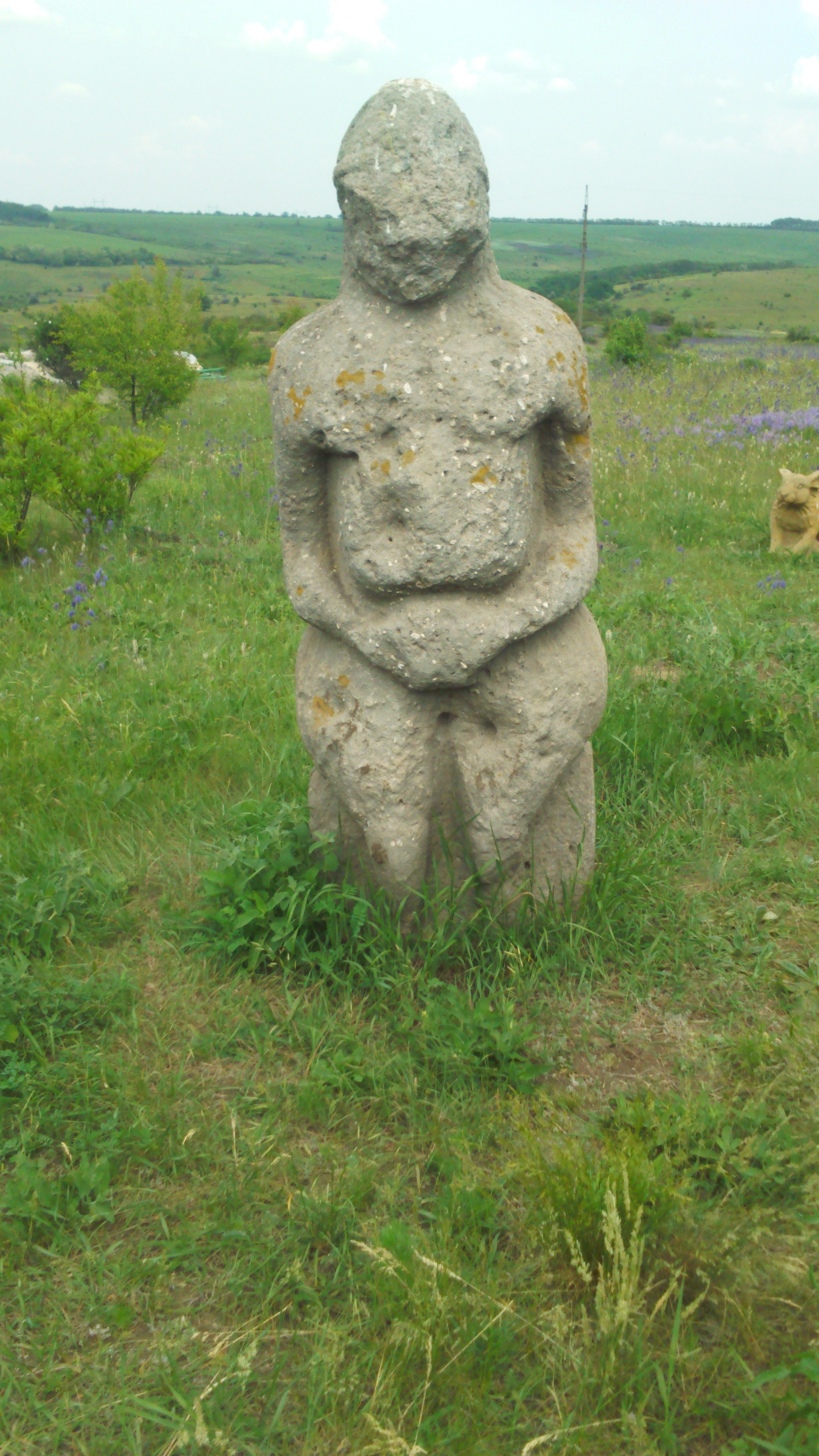
Половецька баба біля Никанорівки.

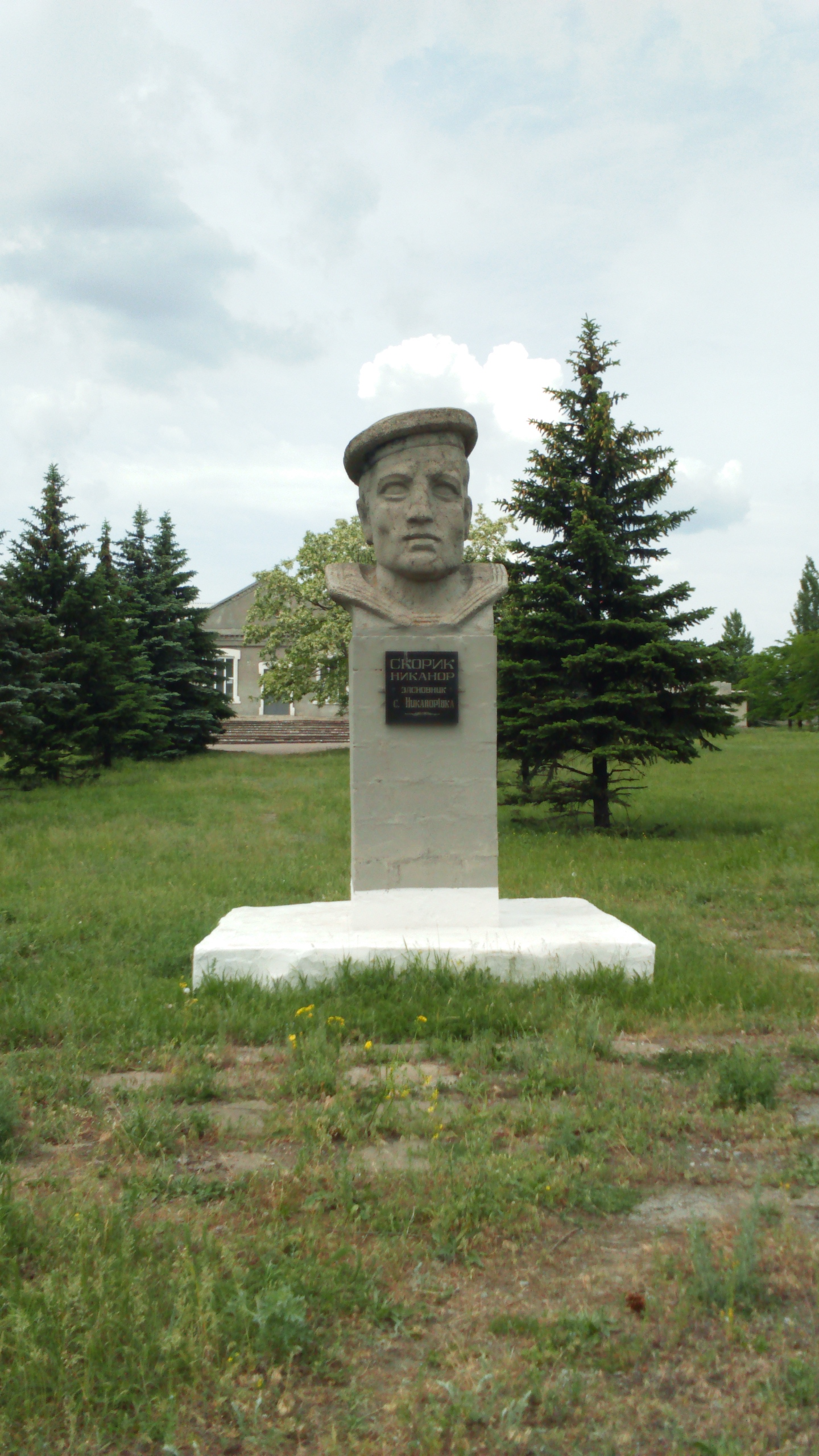
Пам'ятник Никанору Скорику у селі, який було демонтовано у червні 2020 року в рамках декомунізації

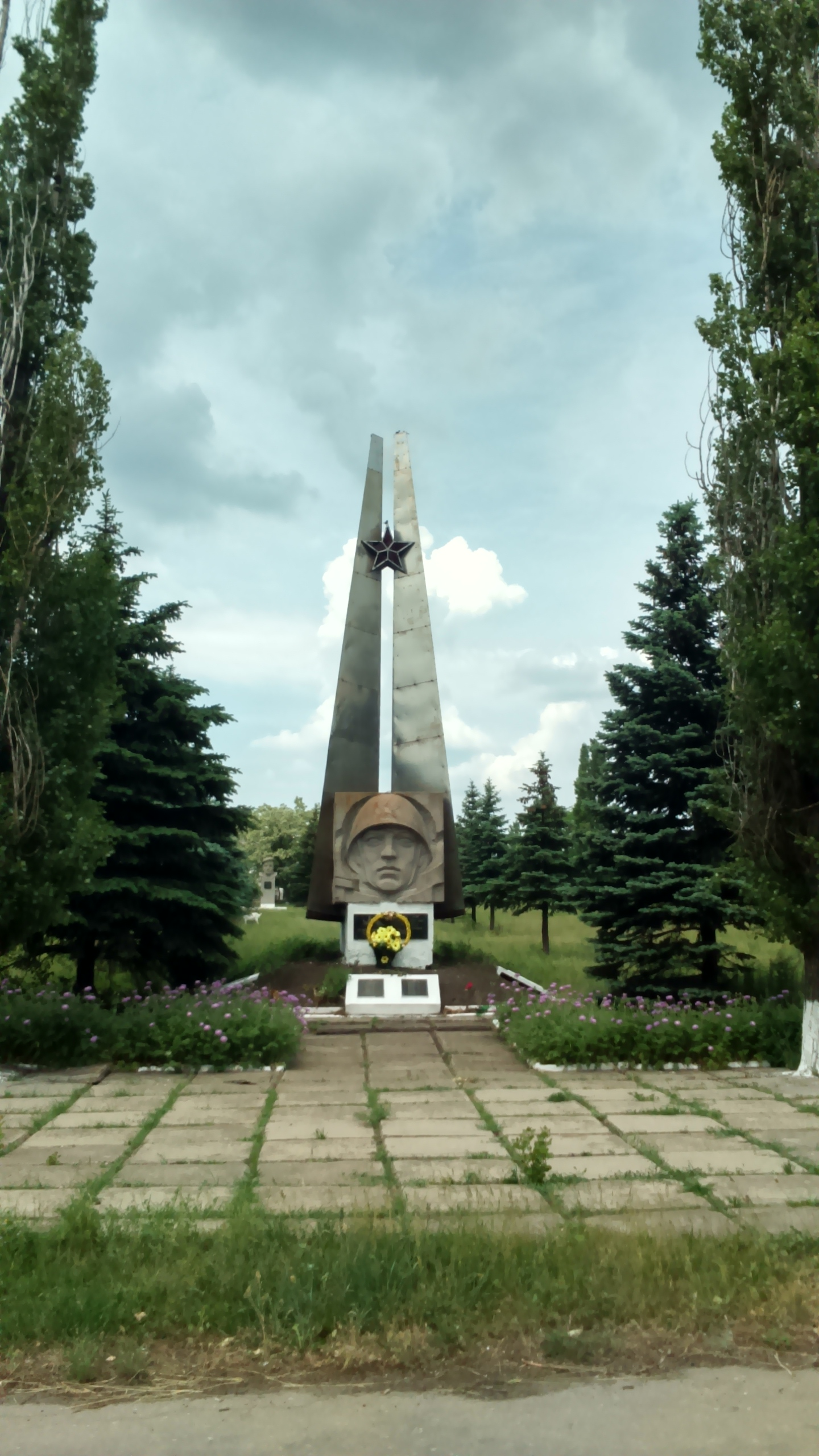
Пам'ятник солдатам ДСВ

Неподалік від села розташоване заповідне урочище— Заповідний ліс.

## Історія

### Заснування
Село Новоолексіівка (це перша офіційна назва поселенню) була заснована ще в середині ХІХ сторіччя. В шостому томі «Сведения о помещичьих имениях» (1860 рік) село Новоолексіївка указана, як володіння спадкоємців Коптєвих і Бабєнкових.
Село Никанорівка виникло у витоках Гектовой балки, між балкою Пугачова (яр Луки) і Чапліним яром. Спочатку називалося Новоолексіївка на честь пана Олексія Коптєва, племінника поміщика Мерцалова. На захід розташовувався хутір Дубровка. Однак перший хутір у цій місцевості (початок XIX сторіччя) виник не біля Чаплін яру, а північніше — у балці Пугачова, у той час частково заболоченої.
У 1878 році в селі відкрита церковноприходська школа, а в 1890 році — загальноосвітня школа.

### Визвольні змагання
Після більшовицького перевороту 1917 року село перейменували на честь есера Никанора Скорика.
У 1917 році матрос-чорноморець Никанор Скорик організував та очолив у селі революційний комітет. Члени ревкому роздали поміщицьку землю, зерно й інвентар селянам-біднякам. У роки громадянської війни Скорик загинув від рук білогвардійців.

### УРСР
У пам'ять про нього в 1924 році село назвали Никанорівкою. У 1928 році була збудована школа, яка мала 6 кімнат. Першим директором працював Аджубаліс.
На зорі радянської влади в селі почало роботу поштове відділення. Перший колгосп «Промінь» з'явився у селі 1930 року. На станції Мерцалове працювала МТС.
Після німецько-радянської війни були відкриті: неповна середня школа в селі Никанорівці, початкова середня школа в Суворові, сільський клуб у Никанорівці. У 1950 році село було електрифіковане.
У 1951 році виконком сільради затвердив проєкт планування, забудови та благоустрою села, складений виїзною бригадою № 02 Сталінського облсільпроєкту. Із середини 50-х років ХХ сторіччя у селі Никанорівці працював міжколгоспний літній піонерський табір на 200 місць.
У 1986 році утворена Никанорівська сільська рада. Її першим головою став Яковенко.

### Незалежна Україна
17 липня 2016 року в селі пройшли перші вибори старости села Никанорівки, який повинен був представляти жителів колишньої Никанорівської ради у виконкомі Шаховської територіальної громади (дільниця № 140239, села Никанорівка, Вільне, Іванівка, Суворове, Нове Шахове, селище Дорожнє) — з 4 кандидатів громада обрала старостою Іваняк Віру Володимирівну.
27 липня 2015 року село ввійшло до складу новоствореної Шахівської сільської громади.
Наприкінці 2019 року стало відомо, що село має бути перейменовано згідно із Законом України «Про засудження комуністичного та націонал-соціалістичного тоталітарних режимів».
19 вересня 2024 року Верховна Рада підтримала перейменування села Никанорівка на Заповідне. Нова назва надана на честь місцевого заповідника. 26 вересня 2024 року перейменування набуло чинності.

## Никанорівська ЗОШ І—ІІІ ступенів

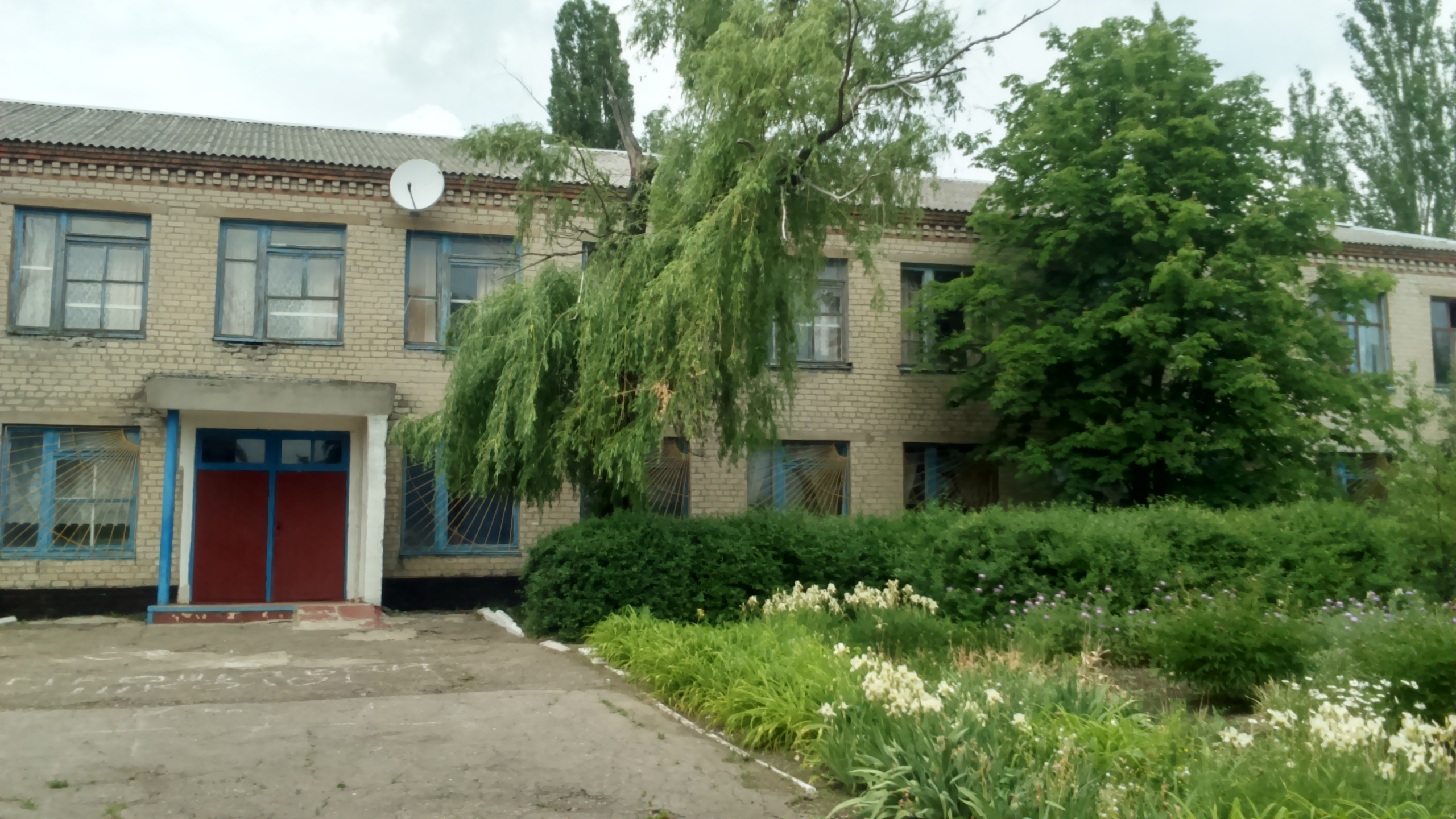
Сільська школа

У 1878 році в селі відкрилась 3-класна церковноприходська школа в звичайній селянській хатині. У 1890 році збудували нове приміщення 4-класної школи, яка працювала до 1919 року. Серед перших учителів були дочка священника Олександра Андріївна та К. А. Жаботинська.

У 1919 році в село прибув учитель А.П.Аджубаліс і став працювати в старій школі. З часом він організував будівництво нової школи на місці панського маєтку, яке було завершене в 1928 році. З того часу він став директором школи і працював на цій посаді 30 років.

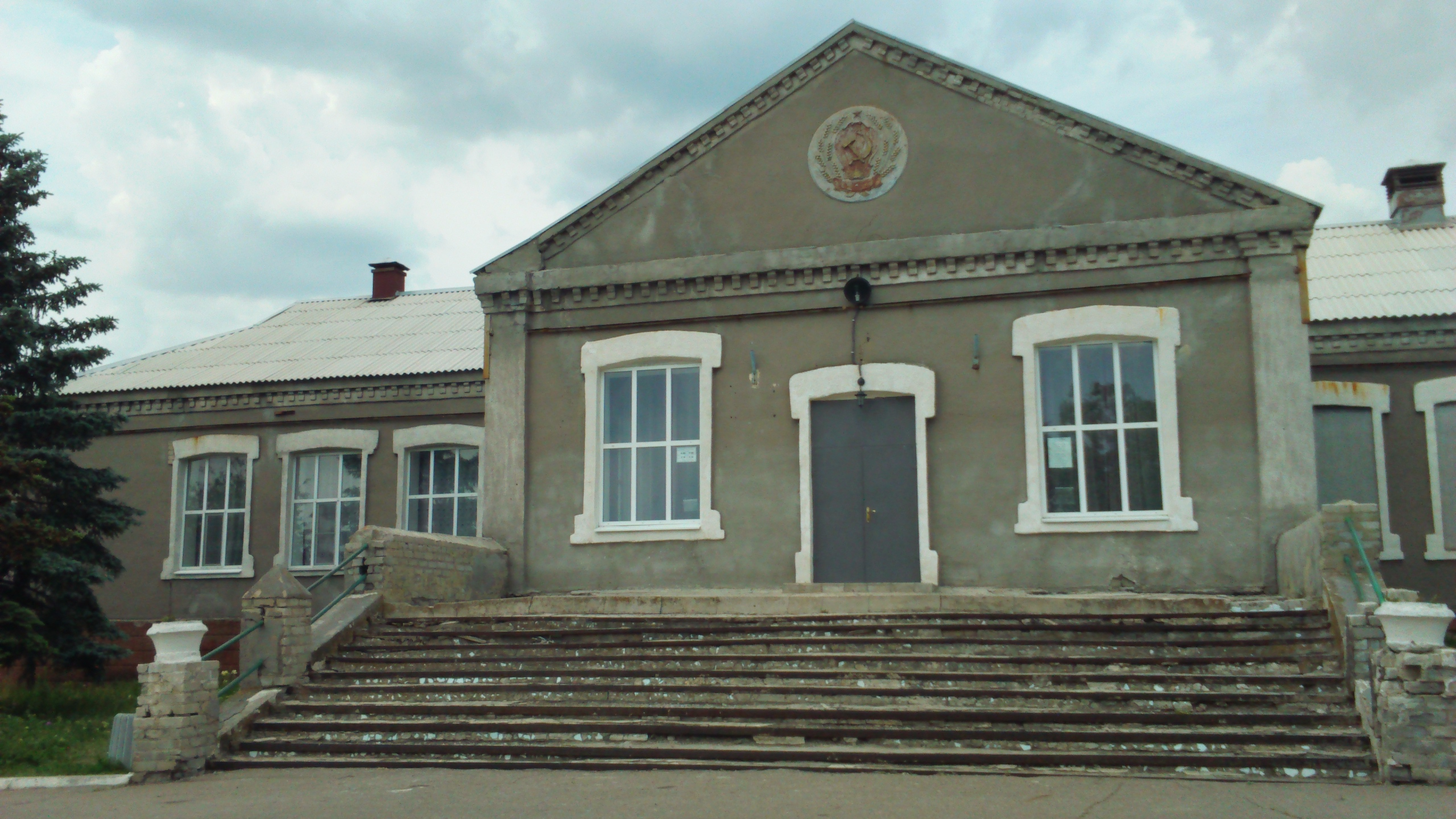
Будинок культури (серп і молот було демонтовано, під час реконструкції

У 1973 році завершене будівництво нової двоповерхової школи.

## Соціальна сфера
У Заповідному працюють: школа (побудована в 1973 році), дитсадок (з 1970 року), будинок культури. Раніше функціонували: бібліотека, будинок учителя, фельдшерсько-акушерський пункт, магазин. З 60-х роках ХХ сторіччя село користується водопроводом. У центрі села є Меморіал загиблим воїнам і односельчанам у німецько-радянській війні.

## Релігія

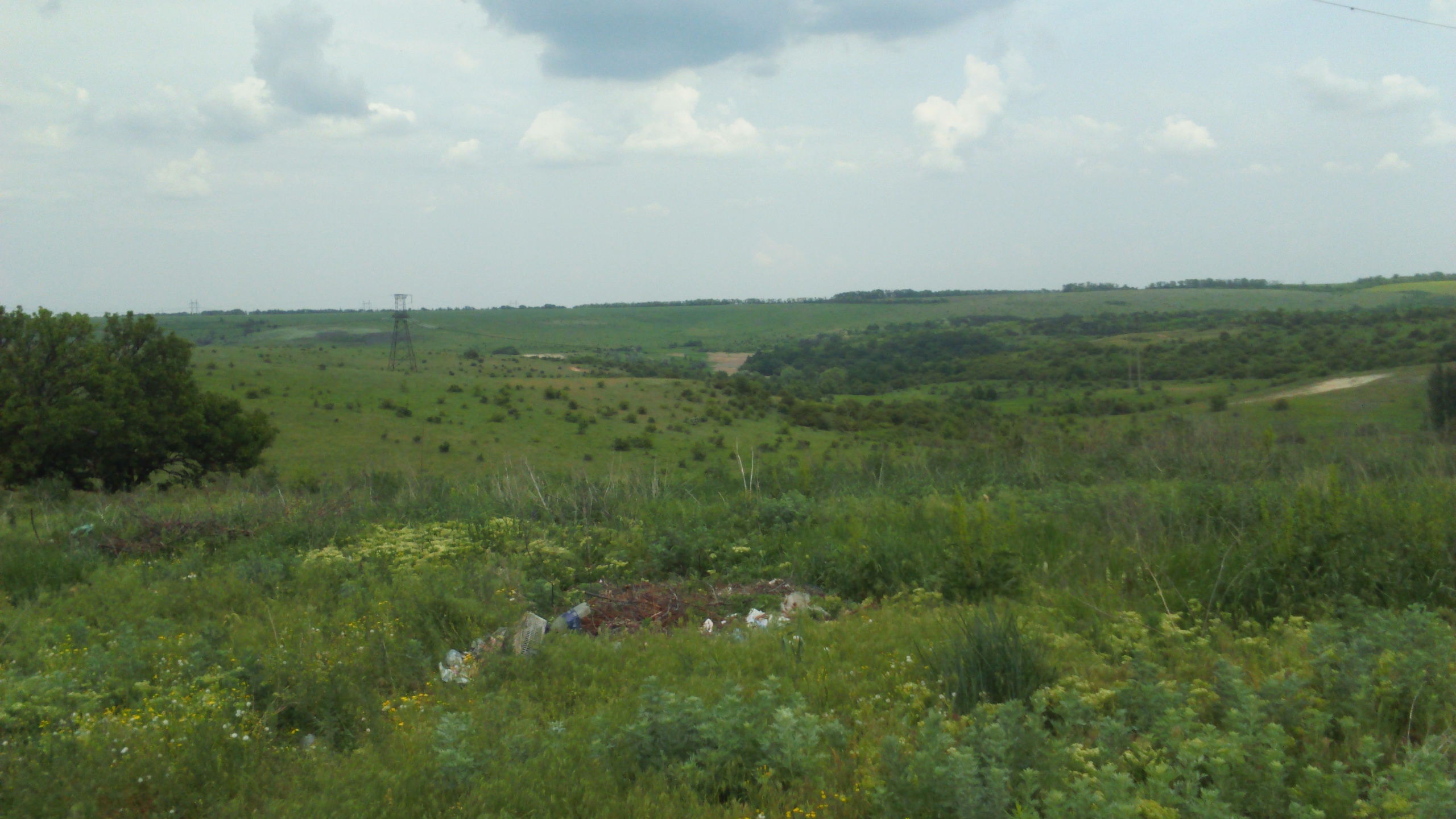
Гектова балка

Іллінський храм. Престольне св'ято: пам'ять пророка Іллі (2 серпня). Настоятель протоієрей Сергій Кравченко. Адреса: 85053 село Заповідне, Покровський район, вулиця Матросова, будинок 4.

## Пам'ятки
На схід від Никанорівки — заповідні урочища «Заповідний ліс» (39 га) і «Гектова балка» (40 га) з прохолодними ставками і великою кількістю півонії-воронця. У районі станції Мерцалове і села Нове Шахове також є ліси. Лісовим господарством завідує Покровський держлісгосп.

## Відомі люди
- Коптєв Олексій Іванович — дворянин, засновник села.
- Гутник Йосип Михайлович — Герой Радянського Союзу. Працював головою колгоспу імені 40 років Жовтня (село Никанорівка), а потім— керуючим відділенням птахорадгоспу в селищі Маяк Никанорівської сільради.
- Шевелєв Михайло Васильович — голова колгоспу імені 40 років Жовтня (село Никанорівка).
- Жеребцов Іван Федорович — полковник, учасник другої світової війни. 199-й гвардійський артилерійський полк під його командуванням першим увійшов в Берлін через Бранденбурзькі ворота. Тому йому присвоєне почесне звання — Бранденбурзький ордена Червоного Прапора Артилерійський полк.
- А. П. Ажубаліс — перший учитель, учасник будівництва Никанорівської школи в 1927—1928 роках і її директор протягом 30 років.
- М. В. Заварзін— воїн-інтернаціоналіст, військовий льотчик, учасник бойових дій в Єгипті і Афганістані, працював головою Никанорівської сільської ради.
- Є. Г. Мартиненко — нагороджена орденом «Материнська Слава». Народила і виростила 12 дітей. Шестеро її синів воювали на фронтах другої світової війни і повернулись додому живими.
- М. О. Редчиць — директор Никанорівської ЗОШ з 1990року.
- Чекришкіна Наталя Миколаївна мати шести дітей «Мати— героїня»

## Жертви сталінських репресій
- Ліщин Іван Кузьмич, 1898 року народження, Таврійська губернія, українець, освіта початкова, безпартійний. Хлібороб. Проживав у селі Никанорівка Добропільського району Донецької області. Заарештований 7 березня 1931 року. Особливою нарадою при колегії ДПУ УРСР 10 травня 1931 року засуджений на 3 роки заслання у Північний край. Реабілітований у 1989 році.